# Hexinlusaurus
Hexinlusaurus là một chi khủng long, được Barrett Butler & Knoll mô tả khoa học năm 2005.